# 满洲国治安部
满洲国治安部是滿洲國的行政機關，長官稱為「總長」，1943年改称军事部，原治安部的警察业务移交至满洲国国务院总务厅直辖的警务总局。
满洲国治安部大楼建于1938年，位于新民大街71号，由满洲国营缮需品局设计，是所谓“八大部”之一。
该建筑曾于1970年顶部加层改造，现由吉林大学第一医院使用。该建筑至今基本保存完好。2013年3月，满洲国治安部作为“伪满皇宫及日伪军政机构旧址”的一部分，被定为全国重点文物保护单位。